# Sort
sort — це програма Unix-подібних операційних систем, яка повертає текст у відсортованому порядку. Вхідні дані вона отримує через stdin або з файлів які були задані через аргументи. Команда підтримує низку параметрів командного рядка, які можуть відрізнятися залежно від реалізації, котрі керують в якому порядку сортувати дані.

## Історія
Команда sort, яка реалізовувала тривіальне сортування, була вперше реалізована в Multics. Пізніше sort з'явилась у версії UNIX System v1. Її написав Кен Томпсон в AT&T Bell Laboratories. До UNIX System v4 команда sort потребувала опцію назви вхідного файлу, оскільки вона використовувалася для сортування файлів. Потім Томпсон модифікував її для використання конвеєрів. А в UNIX version 5 Томпсон винайшов значення «-» як ім'я файлу, що означало що замість файлу дані для сортування поступатимуть зі стандартного введення. Зараз такий підхід часто використовується в інших командах, таких як tar.
Версія sort, яка включена в GNU coreutils, була написано Майком Хертелем і Полом Еггертом. Ця реалізація використовує алгоритм сортування злиттям.
Подібні команди доступні в багатьох інших операційних системах.

## Синтаксис
```
sort [ОПЦІї]... [ФАЙЛ]...
```

Якщо параметр ФАЙЛ відсутній, або коли ФАЙЛ дорівнює -, команда читає дані зі стандартного вводу.

### Параметри
Підтримка опції та функціональності в залежності від дистрибутива.
| Name                                               | Description                                                                              | Unix | Plan 9 | Inferno | FreeBSD | Linux | MSX-DOS | IBM i |
| -------------------------------------------------- | ---------------------------------------------------------------------------------------- | ---- | ------ | ------- | ------- | ----- | ------- | ----- |
| -b, --ignore-leading-blanks                        | Ігнорувати пусті символі на початку                                                      | Так  | Так    | Ні      | Так     | Так   | Ні      | Так   |
| -c                                                 | не сортувати, а лише перевірити що текст відсортований                                   | Ні   | Так    | Ні      | Так     | Так   | Ні      | Так   |
| -C                                                 | як і -c але не показувати перший невідсортований рядок                                   | Ні   | Ні     | Ні      | Так     | Так   | Ні      | Ні    |
| -d, --dictionary-order                             | Considers only blanks and alphanumeric characters.                                       | Так  | Так    | Ні      | Так     | Так   | Ні      | Так   |
| -f, --ignore-case                                  | Ігнорувати регістр розкладки                                                             | Так  | Так    | Ні      | Так     | Так   | Ні      | Так   |
| -g, --general-numeric-sort, --sort=general-numeric | Compares according to general numerical value.                                           | Так  | Так    | Ні      | Так     | Так   | Ні      | Ні    |
| -h, --human-numeric-sort, --sort=human-numeric     | Порівнює числові значення з префіксами (тобто 2K 1G) згідно числового значення.          | Так  | Ні     | Ні      | Так     | Так   | Ні      | Ні    |
| -i, --ignore-nonprinting                           | Ігнорує невидимі та спеціальні символи при порівняння.                                   | Так  | Так    | Ні      | Так     | Так   | Ні      | Так   |
| -k, --key=POS1[,POS2]                              | Start a key at POS1 (origin 1), end it at POS2 (default end of line)                     | Ні   | Ні     | Ні      | Так     | Так   | Ні      | Ні    |
| -m                                                 | об'єднати завчасно відсортовані файли.                                                   | Ні   | Так    | Ні      | Так     | Так   | Ні      | Так   |
| -M, --month-sort, --sort=month                     | Порівнювати назви місяців згідно таких правил: (невідомо) < 'JAN' < … < 'DEC'.           | Так  | Так    | Ні      | Так     | Так   | Ні      | Ні    |
| -n, --numeric-sort, --sort=numeric                 | Порівнювати рядки з числами згідно їх ординального значення.                             | Так  | Так    | Так     | Так     | Так   | Ні      | Так   |
| -o OUTPUT                                          | Повертає результат в файл OUTPUT замість стандартного виводу.                            | Ні   | Так    | Ні      | Так     | Так   | Ні      | Так   |
| -r, --reverse, /R (MSX-DOS)                        | Повертає результат в зворотному порядку                                                  | Так  | Так    | Так     | Так     | Так   | Так     | Так   |
| -R, --random-sort, --sort=random                   | Перемішує результат в випадковому порядку. Дивиться також shuf.                          | Так  | Ні     | Ні      | Так     | Так   | Ні      | Ні    |
| -s                                                 | Стабілізує сортування, вимикаючи last-resort comparison.                                 | Ні   | Ні     | Ні      | Так     | Так   | Ні      | Ні    |
| -S size, --buffer-size=size                        | Вказує скільки оперативної пам'яті виділяти для буферизації.                             | Ні   | Ні     | Ні      | Так     | Ні    | Ні      | Ні    |
| -tx                                                | Вказує використовувати символ табуляції сепаратором полів.                               | Ні   | Так    | Ні      | Ні      | Так   | Ні      | Так   |
| -t char, --field-separator=char                    | Вказує використовувати символ char символом сепаратора полів.                            | Ні   | Ні     | Ні      | Так     | Так   | Ні      | Ні    |
| -T dir, --temporary-directory=dir                  | Вказує який каталог використовувати для тимчасових даних .                               | Ні   | Так    | Ні      | Так     | Так   | Ні      | Ні    |
| -u, --unique                                       | Повертає лише унікальні рядки, в випадку якщо дублюються ключі.                          | Ні   | Так    | Ні      | Так     | Так   | Ні      | Так   |
| -V, --version-sort                                 | Природне сортування версій згідно значень чисел в розділених крапками.                   | Ні   | Ні     | Ні      | Так     | Так   | Ні      | Ні    |
| -w                                                 | Like -i, but ignore only tabs and spaces.                                                | Ні   | Так    | Ні      | Ні      | Ні    | Ні      | Ні    |
| -z, --zero-terminated                              | Вважає що рядок розділяється символом NUL а не Newline                                   | Ні   | Ні     | Ні      | Так     | Так   | Ні      | Ні    |
| --help                                             | Повертає довідку та виходить                                                             | Ні   | Ні     | Ні      | Так     | Так   | Ні      | Ні    |
| --version                                          | Повертає номер версії та виходить                                                        | Ні   | Ні     | Ні      | Так     | Так   | Ні      | Ні    |
| /R                                                 | Повертає результат в зворотному порядку                                                  | Ні   | Ні     | Ні      | Ні      | Ні    | Так     | Ні    |
| /S                                                 | Specify the number of digits to determine how many digits of each line should be judged. | Ні   | Ні     | Ні      | Ні      | Ні    | Так     | Ні    |
| /A                                                 | Sort by ASCII code.                                                                      | Ні   | Ні     | Ні      | Ні      | Ні    | Так     | Ні    |
| /H                                                 | Include hidden files when using wild cards.                                              | Ні   | Ні     | Ні      | Ні      | Ні    | Так     | Ні    |

## Приклади

### Сортування файлу в алфавітному порядку
Нехай у нас є телефонна книга:
```
$ 
cat
 
phonebook

ТКАЧЕНКО НАТАЛІЯ     123-1324

БОНДАРЕНКО ОЛЕНА     123-1234

КОВАЛЕНКО ТЕТЯНА     123-3241

МЕЛЬНИК ВОЛОДИМИР    123-2132

ШЕВЧЕНКО ОЛЕКСАНДР   123-3214

КРАВЧЕНКО СЕРГІЙ     123-4321

```

Відсортуємо її:
```
$ 
sort
 
phonebook

БОНДАРЕНКО ОЛЕНА     123-1234

КОВАЛЕНКО ТЕТЯНА     123-3241

КРАВЧЕНКО СЕРГІЙ     123-4321

МЕЛЬНИК ВОЛОДИМИР    123-2132

ТКАЧЕНКО НАТАЛІЯ     123-1324

ШЕВЧЕНКО ОЛЕКСАНДР   123-3214

```

Це алфавітне сортування, за замовчуванням сортує згідно таблиці кодування UTF-8 (або ASCII для певних значень). В алфавітному сортуванні значення рядка 10 більше ніж 1⁣, але менше ніж 2, тому що 2 порівнюється зі значенням першого символу 1 з рядка 10.
Нехай у нас у файлі numbers рядки з числами 1, 2, 3, 10, 11, 12, 100, 101, 111
```
$ 
sort
 
numbers

1

10

100

101

11

111

12

2

3

```

### Сортування за значенням числа
Опція -n змушує програму сортувати відповідно до числового значення:
```
$ 
sort
 
-n
 
numbers

1

2

3

10

11

12

100

101

111

```

### Стовпці, колонки, або поля
Опція -k використовується для сортування за певним стовпцем. Наприклад " -k 2 " відсортує телефонну книгу за ім'ям, а -k 3 за номером телефона, розглядаючи пробіл (або суміжні пробіли) як, символ що розділяє стовпці (сепаратор).
```
$ 
cat
 
phonebook
 
|
 
sort
 
-k
 
2

МЕЛЬНИК ВОЛОДИМИР    123-2132

ТКАЧЕНКО НАТАЛІЯ     123-1324

ШЕВЧЕНКО ОЛЕКСАНДР   123-3214

БОНДАРЕНКО ОЛЕНА     123-1234

КРАВЧЕНКО СЕРГІЙ     123-4321

КОВАЛЕНКО ТЕТЯНА     123-3241

$ 
cat
 
phonebook
 
|
 
sort
 
-k
 
3

БОНДАРЕНКО ОЛЕНА     123-1234

ТКАЧЕНКО НАТАЛІЯ     123-1324

МЕЛЬНИК ВОЛОДИМИР    123-2132

ШЕВЧЕНКО ОЛЕКСАНДР   123-3214

КОВАЛЕНКО ТЕТЯНА     123-3241

КРАВЧЕНКО СЕРГІЙ     123-4321

```

### Сортування у випадковому порядку
Реалізація GNU має опцію -R --random-sort, кожен запуск такого сортування видає рядки в випадковому порядку, можна сказати що випадково перемішує рядки. Але це не є повністю чесне випадкове перемішування, оскільки воно сортує на основі хешування рядка та випадкових даних, і виводить ідентичні рядки разом. Справжнє випадкове сортування забезпечує утиліта shuf.

### Сортувати за версією
Реалізація GNU має опцію -V --version-sort, це сортування номерів версій в з урахуванням majority, крапки як символу сепаратора, та числового порядку значень, пропускаючи початкові нулі, а також літер що йдуть за числами. Виявляється що це працює і для адрес IPv4.